# MäR (Märchen Awakens Romance)
MäR (Märchen Awakens Romance) és un manga japonès escrit per Nobuyuki Anzai. Té 15 volums en total. El primer va sortir el maig de 2003 i el darrer el juliol de 2006. La seva editorial a Espanya és IVREA. Mär també té un anime.
Tracta sobre un noi que no té pare i la seva mare és escriptora de contes infantils, Ginta el protagonista, ell té una gran imaginació i sempre somia amb un lloc que no coneix de res. Un dia en l'escola, s'obre una porta en un altre món i ell decideix anar sense pensar ni un moment i així és com comença la història de Mär.

## Personatges
- Ginta: És el protagonista de la historia, és un estudiant japonès que se'n va a un altre món i ha d'ajudar a guanyar una guerra.
- Jack: És amb la primera persona que es troba en Ginta, són grans amics i també ajuda a guanyar la guerra.
- Babbo: És l'arma d'en Ginta, que estranyament pot parlar i abans havia estat l'arma del creador de la guerra
- Dorothy: És una bruixa que es troben en el seu camí, plena de misteris sobre el seu origen, però que els ajuda en la seva guerra.
- Alvis: És la persona que porta en Jack en el seu món, el principi no vol sentir-ne parla, però després ho accepta i els ajuda.